# Guvernoratul Al Mahwit
Al Mahwit (arabă: المحويت) este un guvernorat al Yemenului.